# 曹武镇
曹武镇，是中华人民共和国湖北省荆门市京山市下辖的一个乡镇级行政单位。

## 行政区划
曹武镇下辖以下地区：
曹场街社区、朱岭街社区、邓李场村、龚湾村、曹场村、归德寺村、五福镇村、顾家场村、易店村、九房湾村、上王冲村、曹武村、界牌村、七面山村、梅花岭村、白泉村、向畈村、墩子河村、民主村、戴家坡村、五湾村、谷家岭村、玉皇庙村、源泉镇村、石桥村、花台山村、九里岗村、青龙岭村、同兴村和郭家岭村。